# Ващук Павло Васильович
Павло́ Васи́льович Ващу́к — солдат Збройних Сил України, учасник російсько-української війни, що загинув у ході російського вторгнення в Україну в 2022 році.

## Життєпис
Народився 3 листопада 1998 року в селі Гірники Ратнівського (з 2019 року — Ковельського району) на Волині. 
У ході російського вторгнення в Україну перебував у складі українського війська. 
Загинув 21 березня 2022 року в результаті ворожого ракетного обстрілу на Рівненському загальновійськовому полігоні. Довгий час тривала ДНК-експертиза. 
Похований 19 квітня 2022 року в рідному селі.

## Родина
Залишилися батьки.

## Нагороди
- орден «За мужність» III ступеня (2022, посмертно) — за особисту мужність і самовіддані дії, виявлені у захисті державного суверенітету та територіальної цілісності України, вірність військовій присязі [4].